# Van Wyck Brooks
Pour les articles homonymes, voir Wyck (homonymie) et Brooks.
Van Wyck Brooks (16 février 1886 à Plainfield, New Jersey – le 2 mai 1963 à Bridgewater, Connecticut) était un historien, biographe et critique littéraire américain. Il obtient le prix Pulitzer d'histoire en 1937 pour son ouvrage  The Flowering of New England, 1815-1865, publié l’année précédente.

## Biographie

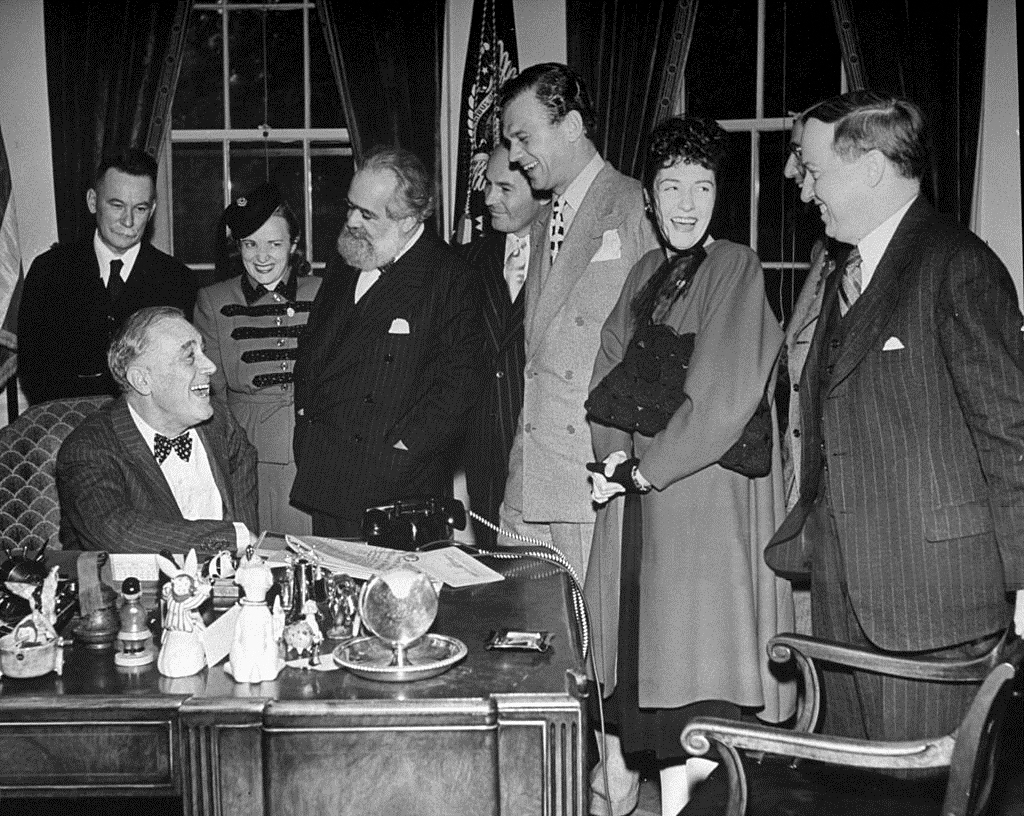
Les membres du Independent Voters Committee of the Arts and Sciences rencontrant Roosevelt à la Maison Blanche, en octobre 1944. De gauche à droite : Van Wyck Brooks, Hannah Dorner, Jo Davidson, Jan Kiepura, Joseph Cotten, Dorothy Gish, et Harlow Shapley.

Van Wyck Brooks est diplômé de Harvard en 1908. Il publie, encore étudiant, son premier ouvrage, à savoir un recueil de poésie nommé Verses by Two Undergraduates, co-écrit avec son ami John Hall Wheelock.
En 1936, il publie For The Flowering of New England, 1815-1865, il remporte le second National Book Award pour de la non-fiction, remis par l'American Book Sellers Association,. En 1937, son ouvrage lui fait remporter le prix Pulitzer d'histoire. Le livre est aussi inclus dans la liste des 100 livres remarquables pour la période 1924-1944, éditée par Life Magazine.
Son ouvrage le plus célèbre s'intitule Makers and Finders: A History of the Writer in America, 1800-1915 et est publié en 1952. Il s'agit d'une étude du développement de la littérature américaine pendant le long XIXe siècle. 
Parmi ses ouvrages, le livre de The Ordeal of Mark Twain, publié en 1920, s'intéresse à l'évolution littéraire de Mark Twain. En 1925, il publie Henry Thoreau, Bachelor of Nature, une traduction depuis le français de la biographie de Henry Thoreau écrite par Léon Bazalgette dans les années 1920.
En 1944, Brooks fait la Une de Time Magazine. Il reçoit au cours de sa carrière de nombreux doctorats honorifiques et récompenses diverses.
Il meurt le 2 mai 1963 à Bridgewater, dans le Connecticut.
Van Wyck Brooks vit la majeure partie de sa vie dans cette ville. Une section de la bibliothèque de la ville porte son nom, en hommage. Un comité pour la mémoire de l'historien tente une levée de fonds en 1972, afin d'acheter un maximum d'éléments pour élever un mémorial. Celle-ci est un échec, et le peu d'argent récolté en 8 ans ne permet que de réaliser quelques achats. Cependant, un homme vivant en ermite à Los Angeles, Charles E. Piggott, cède dans son testament (lequel a été trouvé par hasard à l'occasion de travaux de démolition) la somme de 210 000 $ au fonds pour la mémoire de Brooks, faisant de la levée de fonds une réussite.
Un quartier historique connu pour ses bâtiments de style victorien et Second Empire, situé Plainfield, sa ville de naissance, porte son nom.

## Publications
- 1905 : Verses by Two Undergraduates (avec John Hall Wheelock (en))
- 1908 : The Wine of the Puritans: A Study of Present-Day America
- 1913 : The Malady of the Ideal: Senancour, Maurice de Guérin, and Amiel
- 1914 : John Addington Symonds: A Biographical Study
- 1915 : The World of H.G. Wells
- 1915 : America's Coming of Age
- 1920 : The Ordeal of Mark Twain
- 1925 : The Pilgrimage of Henry James
- 1925 : Henry Thoreau, Bachelor of Nature (écrit par Leon Bazalgette, traduction)
- 1932 : The Life of Emerson
- 1934 : Three Essays on America
- 1936 : The Flowering of New England, 1815-1865 (Makers and Finders)
- 1940 : New England: Indian Summer, 1865-1915 (Makers and Finders)
- 1941 : Opinions of Oliver Allston
- 1941 : On Literature Today
- 1944 : The World of Washington Irving (Makers and Finders)
- 1947 : The Times of Melville and Whitman (Makers and Finders)
- 1948 : A Chilmark Miscellany
- 1952 : The Confident Years: 1885-1915 (Makers and Finders)
- 1952 : Makers and Finders: A History of the Writer in America, 1800-1915
- 1953 : The Writer in America
- 1954 : Scenes and Portraits: Memoirs of Childhood and Youth (Autobiographie)
- 1955 : John Sloan: A Painter's Life
- 1956 : Helen Keller: Sketch for a Portrait
- 1957 : Days of the Phoenix: The Nineteen-Twenties I Remember (Autobiographie)
- 1958 : The Dream of Arcadia: American Writers and Artists in Italy, 1760-1915
- 1958 : From a Writer's Notebook
- 1959 : Howells: His Life and World
- 1961 : From the Shadow of the Mountain: My Post-Meridian Years (Autobiographie)
- 1962 : Fenollosa and His Circle: With Other Essays in Biography
- 1965 : An Autobiography

### Distinctions
- 1936 : National Book Award
- 1937 : Prix Pulitzer d'histoire
- 1938 : Médaille d'or des Limited Editions Club
- 1944 : Carey Thomas Award pour The World of Washington Irving
- 1946 : Médaille d'or du National Institute of Arts and Letters
- 1953 :Theodore Roosevelt Distinguished Service Medal
- 1954 : Prix de la Fondation Huntington Hartford
- 1957 : Secondary Education Board Award pour Helen Keller: Sketch for a Portrait